# Distretto di Mawei
Il distretto di Mawei (马尾区S, MǎwěiP) è un distretto della Cina, situato nella provincia del Fujian.